# Helena Wanda Blażusiakówna
 (mars 2024).
La mise en forme du texte ne suit pas les recommandations de Wikipédia : il faut le « wikifier ».
Les points d'amélioration suivants sont les cas les plus fréquents. Le détail des points à revoir est peut-être précisé sur la page de discussion.
- Les titres sont pré-formatés par le logiciel. Ils ne sont ni en capitales, ni en gras.
- Le texte ne doit pas être écrit en capitales (les noms de famille non plus), ni en gras, ni en italique, ni en « petit »…
- Le gras n'est utilisé que pour surligner le titre de l'article dans l'introduction, une seule fois.
- L'italique est rarement utilisé : mots en langue étrangère, titres d'œuvres, noms de bateaux, etc.
- Les citations ne sont pas en italique mais en corps de texte normal. Elles sont entourées par des guillemets français : « et ».
- Les listes à puces sont à éviter, des paragraphes rédigés étant largement préférés. Les tableaux sont à réserver à la présentation de données structurées (résultats, etc.).
- Les appels de note de bas de page (petits chiffres en exposant, introduits par l'outil «  Source ») sont à placer entre la fin de phrase et le point final[comme ça].
- Les liens internes (vers d'autres articles de Wikipédia) sont à choisir avec parcimonie. Créez des liens vers des articles approfondissant le sujet. Les termes génériques sans rapport avec le sujet sont à éviter, ainsi que les répétitions de liens vers un même terme.
- Les liens externes sont à placer uniquement dans une section « Liens externes », à la fin de l'article. Ces liens sont à choisir avec parcimonie suivant les règles définies. Si un lien sert de source à l'article, son insertion dans le texte est à faire par les notes de bas de page.
- La présentation des références doit suivre les conventions bibliographiques. Il est recommandé d'utiliser les modèles {{Ouvrage}}, {{Chapitre}}, {{Article}}, {{Lien web}} et/ou {{Bibliographie}}. Le mode d'édition visuel peut mettre en forme automatiquement les références.
- Insérer une infobox (cadre d'informations à droite) n'est pas obligatoire pour parachever la mise en page.

Pour une aide détaillée, merci de consulter Aide:Wikification.
Si vous pensez que ces points ont été résolus, vous pouvez retirer ce bandeau et améliorer la mise en forme d'un autre article.
Helena Wanda Błażusiakówna (née le 4 février 1926 et morte le 25 juillet 1999) est une femme polonaise dont la prière, graffitée sur le mur de sa cellule après son arrestation par les Nazis en 1944, a été mise en musique par Henryk Górecki dans le second mouvement de sa Symphonie No. 3 dite des Chants plaintifs.
Elle est née à Szczawnica, à l'extrême sud de la Pologne à quelques centaines de mètres de la frontières avec la Slovaquie, au sein de la communauté des Górali ("montagnards"), qui habitent à la frontière avec la Tchécoslovaquie dans les Tatras.

## Biographie
Sous l'occupation nazie de la Pologne durant la Seconde Guerre mondiale, le 25 septembre 1944, la jeune Błażusiakówna alors âgée de 18 ans est arrêtée et détenue avec 15 autres personnes au quartier général de la Gestapo à Zakopane. Pendant sa détention elle a gravé une courte prière sur le mur de la cellule numéro 3, qui fut par la suite découverte par le compositeur polonais Henryk Górecki et mis en musique dans le second mouvement de sa troisième symphonie,,,,.
Huit semaines après son arrestation, le 22 novembre 1944, Błażusiakówna, transférée en train par les nazis, est libérée avec 11 autres personnes par les partisans. Elle traverse ensuite la montagne jusqu'à Nowy Targ, où elle reçoit une robe et une grande écharpe. Le soir de son retour chez ses grands-parents elle tombe malade et passe le reste de la guerre à l'hopital, où le personnel prend le risque immense de la soigner et de dissimuler son identité.
Błażusiakówna survit à la guerre et se marie à Wadowice en 1950. Elle donne naissance à 5 enfants,

## La prière
La prière qu'elle a gravé sur le mur de sa cellule était signée Helena Wanda Blazusiakowna, 18 ans, détenue depuis le 25 septembre 1944.
| Traduction française            | Texte original en polonais  |
| ------------------------------- | --------------------------- |
| Mère, ne pleure pas, non        | Mamo, nie płacz, nie.       |
| Plus pure Souveraine du Paradis | Niebios Przeczysta Królowo, |
| Protège moi toujours            | Ty zawsze wspieraj mnie     |
| Avé Marie                       | Zdrowaś Mario               |

Texte original : Liedernet Archive

### Sources additionnelles
- PDF University of Turin Department of Languages & Foreign Literatures and Modern Cultures Degree Course in Linguistic Mediation Sciences. The third symphony of Henryk Mikołaj Górecki: notes for a textual and contextual analysis. Final Dissertation by Stefania Spinelli, 2017-2018. ref pages 33-38
- GOSC, 8-13-2020, (August 13 2020), Lamentation of hard Helena (Google translation) (GOSC Gość Niedzielny (lit. Sunday Guest) is a Polish weekly Catholic News magazine.